# Copa Intercontinental 1994
La Copa Intercontinental 1994 fue la trigésimo tercera edición del torneo que enfrentaba al campeón de la Copa Libertadores de América con el campeón de la Liga de Campeones de la UEFA. Se llevó a cabo en un único encuentro jugado el 1 de diciembre de 1994 en el Estadio Nacional de la ciudad de Tokio, en Japón.
Los equipos participantes fueron Vélez Sarsfield de Argentina, campeón de la Copa Libertadores 1994, y Milan de Italia, campeón de la Liga de Campeones de la UEFA 1993-94. Contra todo pronóstico, el cuadro sudamericano se impuso por 2-0, ante un rival que contaba con un plantel repleto de estrellas de altísimo nivel, muchas de ellas integrantes del plantel italiano que consiguió el subcampeonato en la Copa Mundial ese mismo año. Significó el primer título en el certamen para Vélez Sarsfield, que se alistó así como el sexto club de su país en consagrarse en la Copa Intercontinental, estableciendo definitivamente a Argentina como el país que más equipos campeones aportó a la competición. Es considerado uno de los hitos más grandes del fútbol argentino, así como también una de las derrotas más duras del conjunto italiano. Fabio Capello la llamó "la peor derrota de su carrera".

## Equipos participantes
| UEFA (Europa)         |  | Milan           |  | Campeón de la Liga de Campeones de la UEFA (1993-94) |
| Conmebol (Sudamérica) |  | Vélez Sarsfield |  | Campeón de la Copa Libertadores de América (1994)    |

## Sede
| Japón               |          |
| Ciudad              | Estadio  |
| Tokio               | Nacional |
|                     |          |
| 57 363 espectadores |          |

## Ficha del partido
| 1          | POR        | Sebastiano Rossi      |     |
| 2          | DEF        | Mauro Tassotti        |     |
| 6          | DEF        | Franco Baresi         |     |
| 4          | DEF        | Alessandro Costacurta |     |
| 3          | DEF        | Paolo Maldini         |     |
| 5          | MED        | Demetrio Albertini    |     |
| 8          | MED        | Marcel Desailly       |     |
| 7          | MED        | Roberto Donadoni      |     |
| 11         | MED        | Zvonimir Boban        |     |
| 10         | DEL        | Dejan Savićević       | 60' |
| 9          | DEL        | Daniele Massaro       | 86' |
| Entrenador | Entrenador | Fabio Capello         |     |

| 1          | POR        | José Luis Chilavert   |  |
| 4          | DEF        | Héctor Almandoz       |  |
| 2          | DEF        | Roberto Trotta        |  |
| 6          | DEF        | Victor Hugo Sotomayor |  |
| 3          | DEF        | Raúl Cardozo          |  |
| 8          | MED        | José Basualdo         |  |
| 5          | MED        | Marcelo Gómez         |  |
| 7          | MED        | Christian Bassedas    |  |
| 10         | MED        | Roberto Pompei        |  |
| 11         | DEL        | José Oscar Flores     |  |
| 9          | DEL        | Omar Asad             |  |
| Entrenador | Entrenador | Carlos Bianchi        |  |

| 16 | DEL | Marco Simone      | 60' |
| 14 | MED | Christian Panucci | 86' |

| Anotado · Penal | 50' | Roberto Trotta | 0:1 |
| Anotado         | 57' | Omar Asad      | 0:2 |

| Amonestado | 27' | Dejan Savićević    |
| Amonestado | 44' | Demetrio Albertini |
| Amonestado | 84' | Marco Simone       |

| Amonestado | 2'  | Héctor Almandoz |
| Amonestado | 17' | Marcelo Gómez   |
| Amonestado | 70' | Roberto Trotta  |
| Amonestado | 79' | Omar Asad       |

| Expulsado | 85' | Alessandro Costacurta |

| Expulsado | 58' | Sandro Guzmán |

| Árbitro             | José Torres Cadena |
| Árbitros asistentes | Park Hae-Yong      |
| Árbitros asistentes | Hiroshi Fukuda     |

| 1          | POR        | Sebastiano Rossi      |     |
| 2          | DEF        | Mauro Tassotti        |     |
| 6          | DEF        | Franco Baresi         |     |
| 4          | DEF        | Alessandro Costacurta |     |
| 3          | DEF        | Paolo Maldini         |     |
| 5          | MED        | Demetrio Albertini    |     |
| 8          | MED        | Marcel Desailly       |     |
| 7          | MED        | Roberto Donadoni      |     |
| 11         | MED        | Zvonimir Boban        |     |
| 10         | DEL        | Dejan Savićević       | 60' |
| 9          | DEL        | Daniele Massaro       | 86' |
| Entrenador | Entrenador | Fabio Capello         |     |

| 1          | POR        | José Luis Chilavert   |  |
| 4          | DEF        | Héctor Almandoz       |  |
| 2          | DEF        | Roberto Trotta        |  |
| 6          | DEF        | Victor Hugo Sotomayor |  |
| 3          | DEF        | Raúl Cardozo          |  |
| 8          | MED        | José Basualdo         |  |
| 5          | MED        | Marcelo Gómez         |  |
| 7          | MED        | Christian Bassedas    |  |
| 10         | MED        | Roberto Pompei        |  |
| 11         | DEL        | José Oscar Flores     |  |
| 9          | DEL        | Omar Asad             |  |
| Entrenador | Entrenador | Carlos Bianchi        |  |

| 16 | DEL | Marco Simone      | 60' |
| 14 | MED | Christian Panucci | 86' |

| Anotado · Penal | 50' | Roberto Trotta | 0:1 |
| Anotado         | 57' | Omar Asad      | 0:2 |

| Amonestado | 27' | Dejan Savićević    |
| Amonestado | 44' | Demetrio Albertini |
| Amonestado | 84' | Marco Simone       |

| Amonestado | 2'  | Héctor Almandoz |
| Amonestado | 17' | Marcelo Gómez   |
| Amonestado | 70' | Roberto Trotta  |
| Amonestado | 79' | Omar Asad       |

| Expulsado | 85' | Alessandro Costacurta |

| Expulsado | 58' | Sandro Guzmán |

| Árbitro             | José Torres Cadena |
| Árbitros asistentes | Park Hae-Yong      |
| Árbitros asistentes | Hiroshi Fukuda     |

|                         |
| Bandera de Argentina    |
| Campeón Vélez Sarsfield |
| 1.er título             |